# BC Pieno žvaigždės
O BC Pieno žvaigždės (lituano:Krepšinio Klubas Pieno žvaigždės) é um clube profissional de basquetebol sediado na cidade de Pasvalys, Lituânia que atualmente disputa a Liga Lituana. Foi fundado em 2003 e manda seus jogos na Pieno žvaigždės Arena que possui capacidade de 1.200 espectadores.

## Temporada por Temporada
| Temporada | Nível        | Liga         | Pos.         | Pós Temporada     | Competição Internacional | Pos.             | Copa LKF     |
| --------- | ------------ | ------------ | ------------ | ----------------- | ------------------------ | ---------------- | ------------ |
| 2003–04   | 2            | LKAL         | 4            | –                 | –                        | –                | –            |
| 2004–05   | 2            | LKAL         | 5            | –                 | –                        | –                | –            |
| 2005–06   | Não competiu | Não competiu | Não competiu | Não competiu      | Não competiu             | Não competiu     | Não competiu |
| 2006–07   | 2            | NKL          | 5            | –                 | –                        | –                | –            |
| 2007–08   | 2            | NKL          | 8            | –                 | –                        | –                | –            |
| 2008–09   | 2            | NKL          | 8            | Quartas de Finais | –                        | –                | –            |
| 2009–10   | 2            | NKL          | 6            | Quartas de Final  | –                        | –                | –            |
| 2010–11   | 2            | NKL          | 1            | Perdeu promoção   | –                        | –                | –            |
| 2011–12   | 1            | LKL          | 5            | Quartas de Final  | Liga Báltica             | 9                | Finalista    |
| 2012–13   | 1            | LKL          | 5            | Quartas de Final  | Quartas de Final         | Quartas de Final | Finalista    |
| 2013–14   | 1            | LKL          | 5            | Quartas de Final  | Quartas de Final         | Quartas de Final | Sexta Fase   |
| 2014–15   | 1            | LKL          | 4            | Quartas de Final  | Quartas de Final         | Quartas de Final |              |
| 2015-16   | 1            | LKL          | 8            | Quartas de Final  | 3 Copa Europeia          | T32              | -            |
| 2016-17   | 1            | LKL          | 7            | Quartas de Final  | Liga Báltica             | Finalista        |              |
| 2017-18   | 1            | LKL          |              |                   | R Liga Báltica           | Campeão          |              |

## Jogadores Notáveis
| - Lituanos: - Evaldas Kairys 2011-2015 - Aurimas Kieža 2011-2012 - Eimantas Bendžius 2011-2012 - Edgaras Ulanovas 2012-2013 - Šarūnas Vasiliauskas 2012-2013 - Žygimantas Jonušas 2013-2014 - Dovydas Redikas 2013-2014, 2015-present - Egidijus Dimša 2013-2014 - Artūras Jomantas 2013-2014 - Rolandas Alijevas 2013-2014 - Laimonas Kisielius 2014-2015 - Tauras Jogėla 2014-2015 - Gytis Sirutavičius 2014-2015 | - Estrangeiros: - Trévon Hughes 2011-2013 - Paulão Prestes 2012 - Sylvester Morgan 2011-2012 - Tyrell Biggs 2012-2013 - Yancy Gates 2012-2013 - Darrel Mitchell 2013-2014 - Derrick Caracter 2013-2014 - Michael Dixon 2014-2015 - Alex Oriakhi 2014-2015 - Kyle Lamonte 2014-2015 - Ramone Moore 2015-present - Derrick Low 2015-present |